# Csunszkiji járás

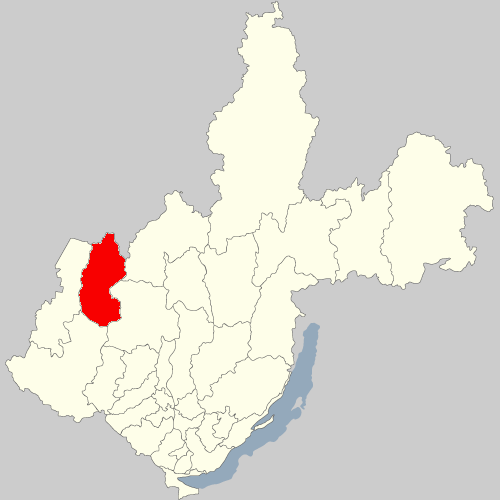
A Csunszkiji járás az Irkutszki területen

A Csunszkiji járás (oroszul Чу́нский райо́н) Oroszország egyik járása az Irkutszki területen. Székhelye Csunszkij.

## Népesség
- 1989-ben 50 037 lakosa volt.
- 2002-ben 41 829 lakosa volt.
- 2010-ben 36 516 lakosa volt, melyből 33 160 orosz, 1252 tatár, 801 ukrán, 191 fehérorosz, 132 azeri, 117 csuvas stb.